# ۲۵نفر (مستند)
۲۵نفر یک فیلم مستند به کارگردانی محمدرضا فرطوسی است.
این فیلم تجربه‌گرای خوزستانی تنها فیلمی بود که توانست به سی و یکمین جشنواره بین‌المللی فیلم کوتاه تهران راه پیدا کند.